# Jason Morgan
William Jason Morgan (Savannah (Georgia), 10 oktober 1935 – Natick (Massachusetts), 31 juli 2023) was een Amerikaans geofysicus die een belangrijke bijdrage aan de ontwikkeling van de theorie van platentektoniek heeft geleverd.

## Werk
Na in 1957 een BSc in natuurkunde te hebben gehaald aan het Georgia Institute of Technology, promoveerde Morgan in 1964 aan de Princeton University. Hij bleef daarna aan deze universiteit verbonden en deed onderzoek naar de magnetisatie van oceanische korst en oceanische spreiding. In 1967 stelde hij dat de aardkorst te verdelen is in twaalf rigide tektonische platen. Hij deed ook onderzoek naar de theorie van mantelpluimen van Tuzo Wilson, die het voorkomen van hotspots verklaart met ongeveer cilindrische omhoog gerichte stromingen in de aardmantel. Hoewel Wilson de theorie had opgesteld om de ouderdom van vulkanisch gesteente op Hawaï te verklaren, pasten Morgan en anderen hem ook toe op andere hotspots.

## Erkenning
Morgan ontving de Alfred Wegener Medal van de EUG in 1983, de Maurice Ewing Medal van de AGU in 1987, de nationale prijs van Japan in 1990, de Wollaston Medal van de Geological Society in 1994 en de National Medal of Science van de V.S. in 2003.

## Overlijden
Morgan overleed op 31 juli 2023 op 87-jarige leeftijd.